# Hikmat Al-Sabty

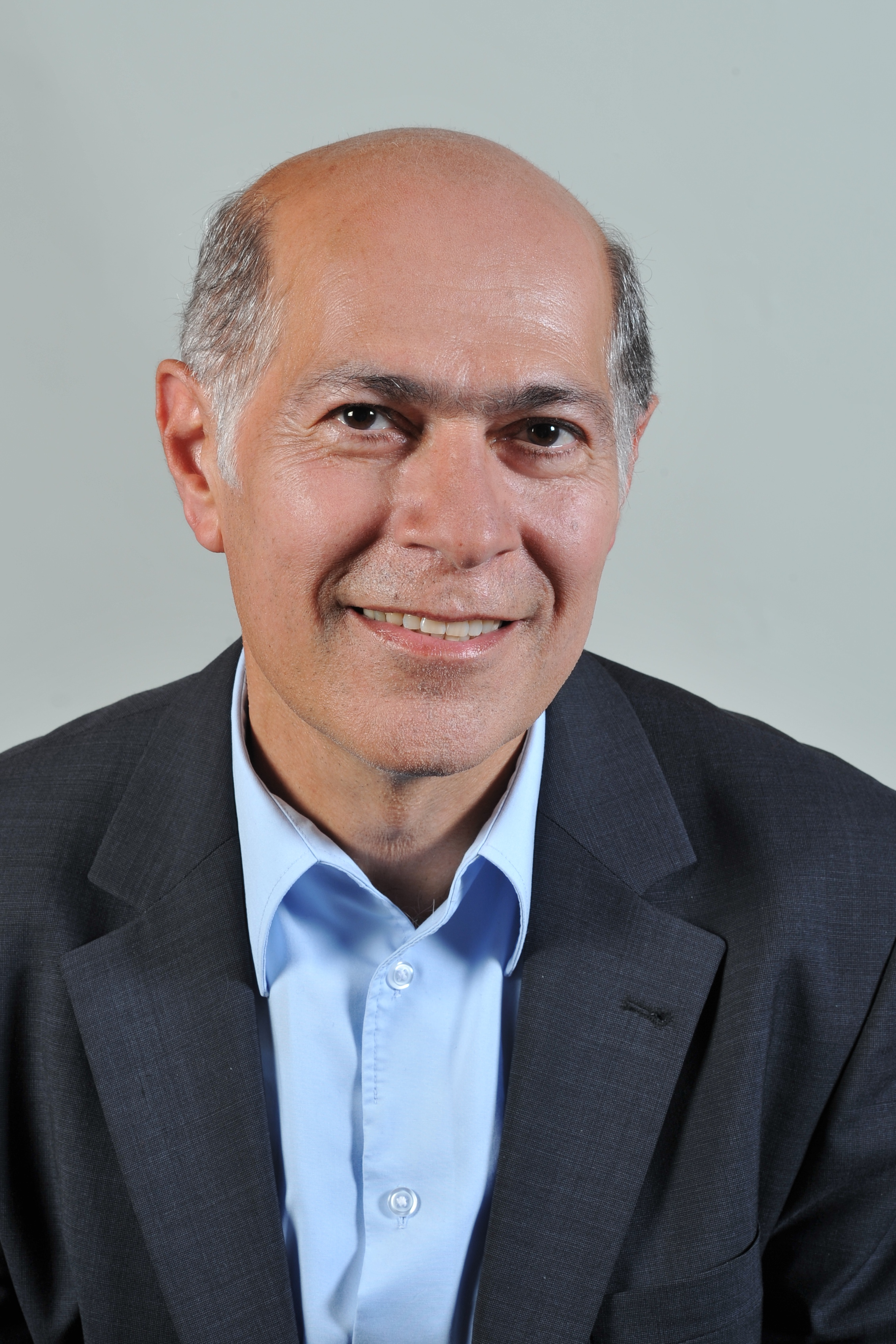
Hikmat Al-Sabty (2013)

Hikmat Al-Sabty (* 1. Juli 1954 in Nasiriya, Irak) ist ein ehemaliger deutscher Politiker (Die Linke). Er war von 2011 bis 2016 Abgeordneter im Landtag von Mecklenburg-Vorpommern.

## Werdegang
Al-Sabtys Eltern waren Goldschmiede. Seine analphabethischen Eltern ließen ihn erst einige Wochen nach seiner Geburt bei den irakischen Behörden registrieren. Das war an seinem Geburtsort gängige Praxis. Der Geburtstag wurde dann von den Standesbeamten auf den 1. Januar oder 1. Juli festgelegt. In Al-Sabtys Fall war es der 1. Juli. Al-Sabty schloss sich einer verbotenen sozialistischen Schülerorganisation an. Er studierte Agrarwissenschaften an der Universität Sulaimaniya.
Al-Sabty befand sich 1980 im Urlaub in der Türkei, als am 22. September der Erste Golfkrieg zwischen Irak und Iran ausbrach. Da es zwischen dem Irak und der DDR keine Visumpflicht gab, flog er im November desselben Jahres über Berlin-Schönefeld nach Deutschland und bat in West-Berlin um Asyl. Zunächst wohnte er in Monschau. Al-Sabty setzte 1981–1987 sein Studium der Agrarwissenschaften an der Universität Göttingen fort und schloss mit einem Diplom ab. Von 1987 bis 1989 promovierte er an der Universität Bonn. Er arbeitete unter anderem als Pharmareferent und Musiker. Von 1989 bis 1992 lebte er in Osnabrück. Im September 1992 zog Al-Sabty mit seiner Frau und ihrem neugeborenen Sohn zuerst nach Güstrow und ein Jahr später nach Rostock-Lichtenhagen.
Al-Sabty trat 2007 der Partei Die Linke bei. Er gehörte von 2009 bis 2016 dem Landesvorstand Mecklenburg-Vorpommern der Partei Die Linke an. Bei der Landtagswahl in Mecklenburg-Vorpommern 2011 wurde er erstmals in den Landtag gewählt. Er hatte Platz 14 auf der Landesliste. Bei der Wahl 2016 kam er nicht zum Zug.
Al-Sabty war Mitglied im Sprecherrat des MIGRANET-MV (Landesnetzwerk der MSO aus MV) und Mitglied des Migrantenrates der Hansestadt Rostock.
Im Sommer 2011 beteiligte er sich an der Aktion „Willkommen in Palästina“, bei der zahlreiche Aktivisten über den israelischen Flughafen Ben Gurion in die Palästinensischen Autonomiegebiete einreisen wollten. Die Einreiseaktion wurde unter anderem vom Präsidenten der Deutsch-Israelischen Gesellschaft, Reinhold Robbe, als Provokation gegenüber Israel bewertet.
Im März 2014 reiste er als Wahlbeobachter des von den UN für ungültig erklärten Referendums über den Status der Krim, wofür er auch von Parteifreunden heftig kritisiert wurde. Von der Ukraine wurde er daraufhin mit einem dreijährigen Einreiseverbot belegt.
2019 wurde bekannt, dass Al-Sabty zusammen mit 1.200 Personen auf sogenannten „Feindeslisten“ der rechtsextremen Gruppe Nordkreuz gestanden hatte.
Al-Sabty ist als Übersetzer und Dolmetscher tätig und lebt in Rostock.

## Schriften
- Untersuchungen zum Lysinbedarf bei Regenbogenforellen unter Berücksichtigung der Wechselwirkungen mit Tryptophan, Arginin und Threonin. Bonn, Univ., Diss., 1989
- Leben zwischen Orient und Okzident : Ein Iraker erzählt. Rostock: Verlag BS 2008 ISBN 978-3-86785-032-2